# Actinostemma
Actinostemma é um género botânico pertencente à família Cucurbitaceae.

## Sinonímia
- Mitrosicyos, Pomasterion

## Espécies
| - Actinostemma biglandulosa - Actinostemma chaffanjoni - Actinostemma japonicum - Actinostemma lobatum - Actinostemma multilobum | - Actinostemma palmatum - Actinostemma paniculatum - Actinostemma parvifolium - Actinostemma racemosum - Actinostemma tenerum |

- Lista completa